# Шведските крале
„Шведските крале“ е български игрален филм от 1968 г. на режисьора Людмил Кирков, по сценарий на Николай Никифоров. Оператор е Атанас Тасев. Създаден е по повестта „Шведските крале“ на Николай Никифоров. Музиката във филма е композирана от Борис Карадимчев.

## Сюжет
Внимание:  Текстът по-долу разкрива сюжета на произведението (или части от него)!
Поради честите отсъствия от дома Горан не може да участва пълноценно във възпитанието на децата си. Младата и красива жена на Благо не може да се примири със самотата и търси топлина извън семейството. А Спас решава да си вземе отпуска и да замине на море, където в луксозен хотел да си поживее „като шведските крале“. Но пъстрият и шумен свят го посреща без интерес. Колкото и да се опитва да се държи „на ниво“, Спас изпада в смешни, а често пъти и в жалки ситуации. Постепенно започва да разбира, че това, което му се е струвало примамливо, е само лъскава фасада, а истинският живот и радост са сред момчетата в бригадата, където всички го очакват.

## Награди
- Награда за операторска работа на Атанас Тасев, ФБФ (Варна, 1968).

## Състав

### Актьорски състав
| Изпълнител         | Роля                                   |
| ------------------ | -------------------------------------- |
| Кирил Господинов   | Спас Бурмов                            |
| Евстати Стратев    | Горан Ботев, бригадир                  |
| Асен Георгиев      | Благо                                  |
| Цветана Манева     | Жената на Благо                        |
| Константин Коцев   | Божко, собственикът на стрелбището     |
| Хиндо Касимов      | Шофьорът на таксито                    |
| Доля Попова        | Яна, жената на Горан                   |
| Герасим Младенов   | Кондукторът, бащата на Мишката         |
| Йоана Попова       | Калинка                                |
| Никола Рударов     | Камиларят                              |
| Радослав Стоилов   | Франца                                 |
| Михаил Ботевски    | Мишката                                |
| Стефан Мавродиев   | Савата                                 |
| Димитър Бочев      | Продавач на щанд за книги от Казанлък  |
| Ангел Георгиев     | Работник от бригадата                  |
| Василка Чиликова   | Учителката във вечерното училище       |
| Мара Чапанова      | Ръководителка на пионерите             |
| Грета Ганчева      | Жената на Божко                        |
| Николай Узунов     | Милан                                  |
| Мариана Аламанчева | Валя, технически ръководител на обекта |
| Димитър Манчев     |                                        |
| Николай Гълъбов    |                                        |
| Йорданка Христова  | певицата                               |

### Творчески и технически екип
| Режисьор           | Людмил Кирков                                                               |
| Сценарий           | Николай Никифоров                                                           |
| Оператор           | Атанас Тасев                                                                |
| Художник           | Мария Иванова                                                               |
| Музика             | Борис Карадимчев                                                            |
| Звук               | Стоил Ганев                                                                 |
| Редактор           | Иван Стефанов                                                               |
| Монтаж             | Кристина Вазова Богдана Анастасова                                          |
| Костюми            | Лили Димкова                                                                |
| Грим               | Лили Михайлова                                                              |
| Асистент-режисьори | Михаил Кирков Маргарита Илинчева Стойчо Шишков                              |
| Асистент-оператори | Райко Стефанов Георги Ночев Атанас Димитров                                 |
| Фотограф           | Милка Русинова                                                              |
| Осветление         | Иван Иванов                                                                 |
| Реквизит           | Славчо Найденов                                                             |
| Гардероб           | Цветана Рачева                                                              |
| Организатори       | Весела Димитрова Страхил Михайлов                                           |
| Директор           | Вълчо Йорданов                                                              |
| Distributed by     | Национален филмов център Студия за игрални филми „СОФИЯ“ /Copyright © 1967/ |